# Donacia malinovskyi
Donacia malinovskyi — вид листоїдів з підродини Donaciinae.

## Поширення
Поширений в Центральній Європі від Франції до Польщі, і від Східної Європи до Басейну Волги.

## Опис
Жук довжиною 7-10 мм. Верхня частина тіла темно-зеленого або фіолетового кольору, на боках золотисте, рідше верх золото-бурий. Вершини надкрилий обрізані прямо. Середня борозенка переднеспинки глибока.

## Екологія
Вид зустрічається в лісовій і лісостеповій зонах. Зазвичай на рослинах роду маннік (Glyceria).

## Аберація
- Donacia malinovskyi ab. arundinis